# Nemîrivske, Bârzula
Nemîrivske (în ucraineană Немирівське) este un sat în comuna Balta din raionul Bârzula, regiunea Odesa, Ucraina.

## Demografie
Componența lingvistică a localității Nemîrivske
     Ucraineană (93,73%)
     Română (3,22%)
     Rusă (3,05%)
Conform recensământului din 2001, majoritatea populației localității Nemîrivske era vorbitoare de ucraineană (93,73%), existând în minoritate și vorbitori de română (3,22%) și rusă (3,05%).